# Bonner Belagerungsmünzen von 1583

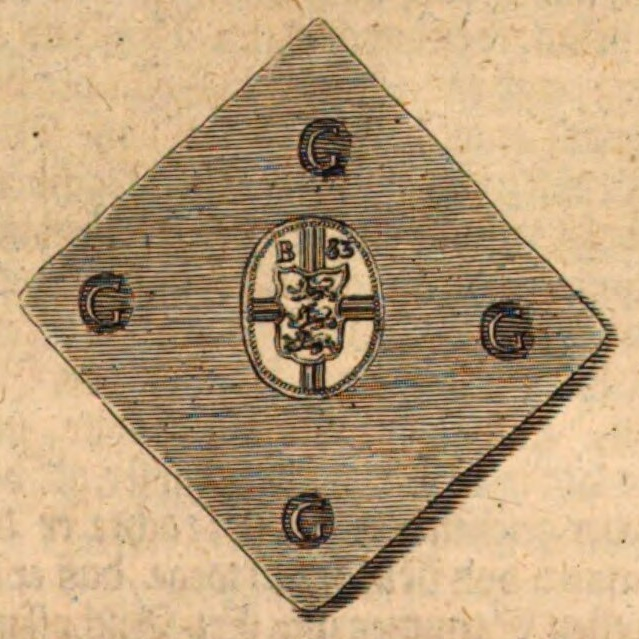
Bonner Belagerungsmünze von 1583 aus Köhlers Münzbelustigung

Die Bonner Belagerungsmünzen von 1583, auch Bonner Notmünzen und Bonner Notklippen genannt, sind einseitig geprägte Münzen des Kölner Erzbischofs Gebhard Truchseß von Waldburg (1577–1583), die in der Belagerung von Bonn im Jahr 1583 als Sold für seine Truppen im Truchsessischen- oder Kölnischen Krieg geschlagen wurden.
Gebhard hatte einen Waffengang gewagt, besetzte im November 1582 die Residenzstadt Bonn und gab für das Erzstift die protestantische Religion frei. Kaiser Rudolf II. (1576–1612), die Kurie und der Herzog von Bayern, Wilhelm V. der Fromme (1579–1598, † 1626), griffen nun ihrerseits bewaffnet in den Konflikt ein und bewirkten die Wahl des bayerischen Prinzen Ernst zum neuen Erzbischof von Köln. Graf Salentin von Isenburg und Ferdinand von Bayern (1550–1608), der Bruder von Ernst, schlossen im Dezember 1583 mit ihren Belagerungstruppen die besetzte Stadt Bonn ein. Als Bonn eingeschlossen war, musste Gebhard für die angeworbenen Soldaten Notklippen ausgeben lassen.

## Münzbeschreibung
Beschrieben ist die oben abgebildete Bonner Belagerungsmünze aus Johann David Köhlers Historische Münzbelustigung.
Köhler bezeichnet das oben abgebildete, einseitig geprägte Stück als „des Erz-Bischofs und Chur-Fürstens zu Cöln, Gebhards, in der Belagerung Bonn A[nno] 1583 geschlagene Noth-Münze“. Sie zeigt ein kleines Oval, in dem sich mittig auf dem Wappen des Erzbistums Köln, dem schwarzen Kreuz auf weißem Grund, ein Wappenschild mit drei übereinander gehenden Löwen befindet. Das ist das Wappen des Herzogtums Schwaben, welches das Geschlecht der Truchsesse von Waldburg führte. Links oben im Oval befindet sich der Buchstabe „B“ und rechts oben die Zahl 83. Im Zusammenhang bedeutet das Bonnae (Bonn) 1583. Um das Oval in den vier Winkeln der Klippe stehen vier besonders eingeschlagene „G“, die den Namen des Erzbischofs Gebhard andeuten.

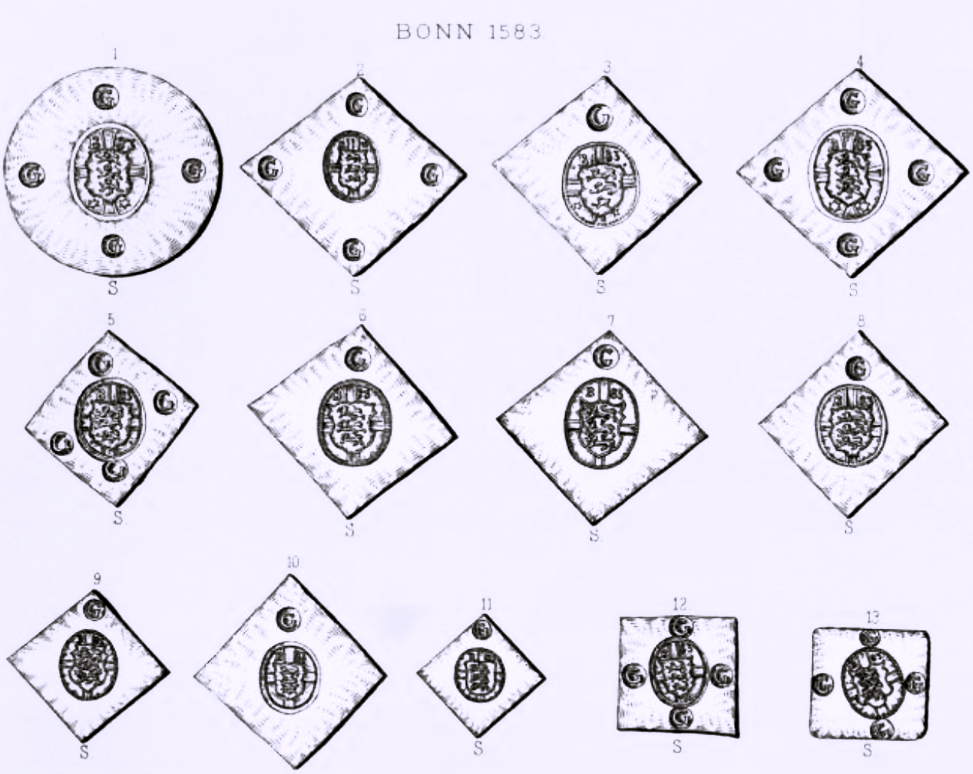
Bonner Belagerungsmünzen von 1583, Zusammenstellung nach August Brause-Mansfeld

Das Münzbild von Belagerungsmünzen ist im Allgemeinen sehr einfach gestaltet. In August Brause-Mansfelds Tafel VI werden etliche Münzen der „Belagerung Bonn 1583“ gezeigt. Sie entsprechen prinzipiell der oben abgebildeten Bonner Notklippe aus Köhlers Münzbelustigung. Die als Nummer 1 vorgestellte unterscheidet sich von denen der Nummern 2 bis 13 im Wesentlichen nur dadurch, dass ein runder Schrötling für die Prägung verwendet wurde. Das „S“ unter den jeweiligen Abbildungen der Notmünzen bedeutet Silber. Die Abmessungen der sehr seltenen Stücke sowie die einzelnen Münznominale sind nicht bei Johann David Köhler und bei August Brause-Mansfeld angegeben. E. A. Wuest nennt die Nominale dieser Belagerungsmünzen Taler, halbe Taler und viertel Taler. Bei einigen Stücken ist ihr Gewicht in Lot angegeben, das etwa einem Taler und Talerteilstücken entspricht. Die geworbenen Truppen mussten mit gutem Geld bezahlt werden.
Karl Truchseß, der Bruder des exkommunizierten und abgesetzten Gebhard Truchseß, hatte die Belagerungsmünzen von Bonn, nachdem die Stadt vom Verkehr mit der Außenwelt getrennt war, im Jahr 1583 im Auftrag seines Bruders aus Kirchen- und Innungssilber schlagen lassen. „Doch waren es sicherlich höchstens Münzen im Wert von ein paar tausend Thaler gewesen“, so der Historiker, „was der Truchseß durch diesen Kirchenraub an Geld sich verschaffen konnte“.

## Geschichtliche Zusammenhänge

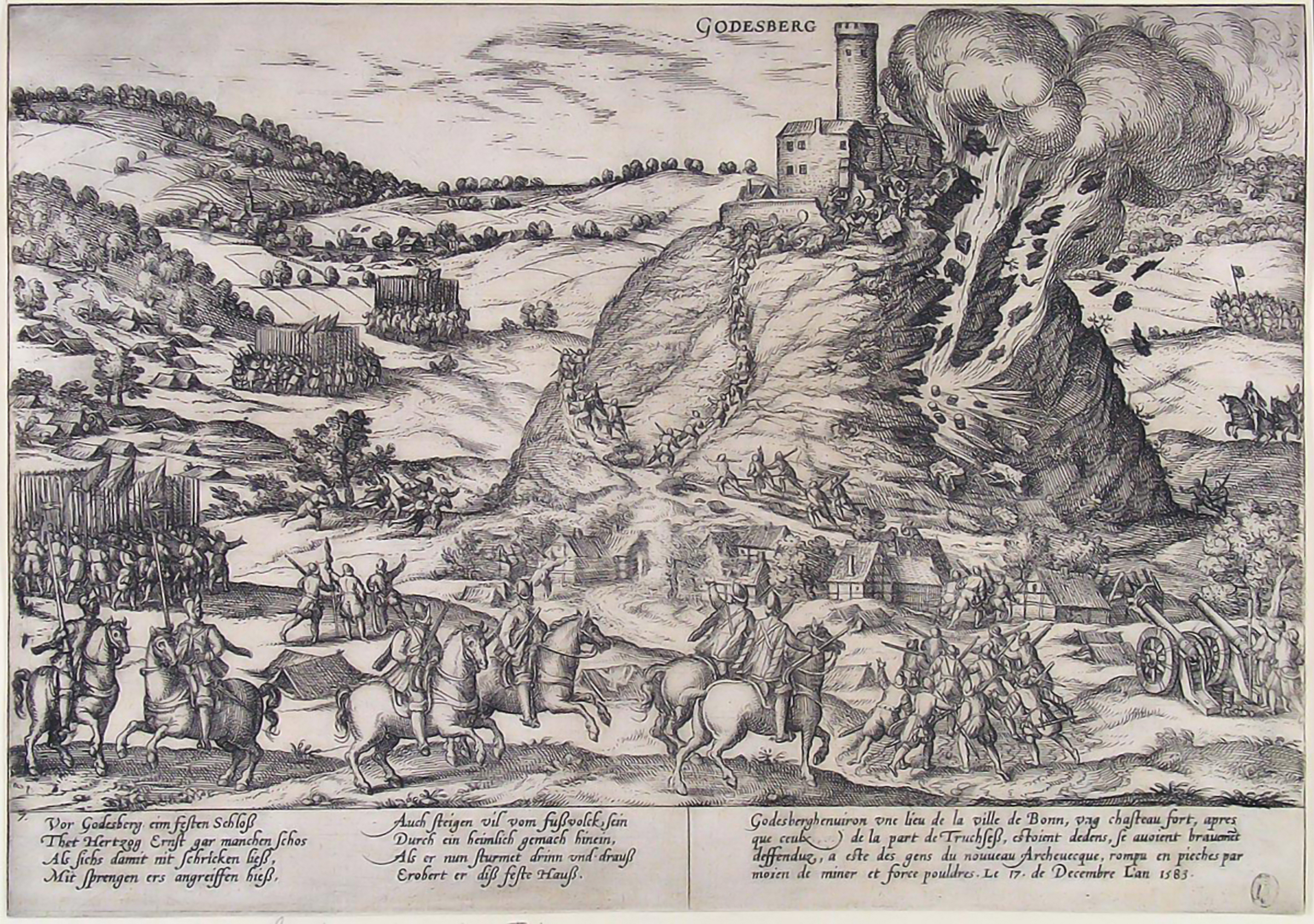
Einnahme der Godesburg. – Sie befindet sich heute im Bonner Ortsteil Alt-Godesberg

Der 1577 zum Kölner Erzbischof gewählte Neffe des Kardinals von Augsburg, Gebhard Truchseß von Waldburg, war nichts weniger als ein katholischer Priester. Gebhard hatte den Plan, seine Geliebte, die schöne evangelische Gräfin Agnes von Mansfeld-Eisleben zu heiraten und das Erzstift Köln trotz des geistlichen Vorbehalts als weltliches Fürstentum weiterzuführen. Er trat deshalb am 19. Dezember 1582 zur reformierten Kirche über, verkündete im Januar des folgenden Jahres die Religionsfreiheit und heiratete am 2. Februar 1583 in Bonn seine Geliebte. „Ob Gebhards Übertritt zum Protestantismus noch andere Gründe hatte, als seinen Wunsch, Agnes von Mansfeld in Ehren zu besitzen, muss dahingestellt bleiben.“
Kaiser Rudolph II. forderte Erzbischof Gebhard zum Rücktritt auf. Am 1. April 1583 wurde Gebhard von Papst Gregor XIII. exkommuniziert und abgesetzt. Es galt für Kaiser und Papst, den drohenden Zusammenbruch des Katholizismus in ganz Nordwestdeutschland, die protestantische Stimmenmehrheit im Kurfürstenkollegium und eine demnächst zu erwartende protestantische Kaiserwahl zu verhindern. Gebhard erkannte seine Absetzung nicht an. Der danach ausbrechende Truchsessische Krieg (1583–1588) führte zu einer furchtbaren Verwüstung des Erzstiftes und des Herzogtums Westfalen und schließlich zum Sieg der gegenreformatorischen Kräfte. Der Versuch, das Erzstift Köln in ein erbliches, protestantisches Herzogtum umzuwandeln, war gescheitert.
Ernst von Bayern nahm Besitz von Bonn, wo die sehr seltenen Belagerungsmünzen aus Kirchen- und Innungssilber während der Belagerung der Stadt als Sold für die Truppen Gebhards geschlagen wurden.
Gebhard floh nach der Eroberung der Godesburg durch bayerisch-spanische Truppen am 7. Dezember 1583 zunächst nach Westfalen, danach im Jahr 1584 in die Niederlande. Von dort setzte er den Krieg mit niederländischen Truppen fort. Am 23. Dezember 1587 eroberte er erneut Bonn, was zur Verwüstung des Cassius-Stiftes durch protestantische niederländische Truppen führte. Endlich, nicht zuletzt mittels reichlicher Bestechungen, setzte sich Ernst von Bayern im gesamten Stift durch. Erst im Jahr 1589 gab Gebhard den Kampf auf. In Straßburg starb er als protestantischer Domdechant. Über Agnes weiteres Schicksal ist nichts bekannt.